# Мільярд
Мільярд (англ. billion, фр. milliard) — число, назва величини {\displaystyle 10^{9}=1000000000}. Скорочення — «млрд». Після скорочень «млн» (мільйон) і «млрд» (мільярд) крапка не ставиться. На скорочення «тис.» (тисяча) це правило не поширюється.
- У бінарній системі числення має вигляд 111011100110101100101000000000 .
- У шістнадцятковій системі числення має вигляд 3B9ACA00.

В європейській системі найменування чисел — тисяча мільйонів, число, що зображується одиницею з дев'ятьма нулями (1 000 000 000). Префікси SI: для мільярда — «гіга» (109), для однієї мільярдної — «нано» (10−9).
В американській системі найменування чисел мільярду відповідає більйон. У деяких країнах, що використовують американську систему (Україна, Болгарія, Естонія, Індонезія, Туреччина, Іран, Ізраїль, Латвія, Литва), мільярд — єдина назва, запозичена з європейської системи найменування чисел.[джерело?]
У біржовій мові (особливо в інтернеті) іноді замінюється сленговим англ. yard «ярд».
Кубічний кілометр (км³) дорівнює одному мільярду кубічних метрів (м³).